# ترکیب آلی سرب
ترکیب‌های آلی سرب عبارتند از ترکیب‌های شیمیایی که دارای پیوند شیمیایی میان کربن و سربند. شیمی آلی سرب دانش مرتبط با همین ترکیب‌ها است. نخستین ترکیب آلی سرب، هگزا-اتیل-دی-سرب (Pb2(C2H5)6) بود که در سال ۱۸۵۶ ساخته شد. چون سرب و کربن در یک گروه‌اند چهار پیوند یا تتراوالانت تشکیل می‌دهند.
هرچه در گروه پایین‌تر رویم پیوند C–X که (X = C, Si, Ge, Sn, Pb) ضعیف تر و طول پیوند بزرگتر می‌شود. برای مثال، طول پیوند C–Pb در تترامتیل سرب، ۲۲۲ پیکومتر و انرژی تفکیک پیوند آن ۴۹ کیلوکالری بر مول (۲۰۴ ژول بر مول) است. اما طول پیوند C–Sn در تترامتیل قلع، ۲۱۴ پیکومتر و انرژی تفکیک آن ۷۱ کیلوکالری بر مول است.
ترکیب‌های آلی سرب دوست دارند سرب با ظرفیت چهار داشته باشند که این مطلب درخور توجه است چون سرب در ترکیب‌های غیرآلی بیشتر ظرفیت دو در مرکز دارد.